# Riyad al-As'ad
Riyāḍ Mūsā al-Asʿad (in arabo رياض موسى الأسعد‎?; 2 febbraio 1961) è un militare siriano delle forze armate siriane.
È stato colonnello dell'Aeronautica Militare Siriana, in cui s'è anche laureato ingegnere aeronautico prima di disertare nel luglio del 2011.

## Biografia

### La guerra civile in Siria
Al-Asʿad annunciò la sua diserzione il 4 luglio del 2011, poco prima della costituzione dell'Esercito Siriano Libero il 29 luglio di quell'anno. Si recò quindi nella provincia turca di Hatay, dove fu posto sotto protezione dell'esercito turco. Riyāḍ Mūsā al-Asʿad (IPA rijɑːdˤ muːsa ɐlʔæsʕæd) è stato fino al dicembre del 2012 il comandante dell'Esercito Siriano Libero (ESL).
Dopo che osservatori dell'ONU entrarono in Siria, al-Asʿad proclamò un cessate il fuoco per tutte le forze combattenti, aderendo al piano di pace di Kofi Annan per la Siria. Tuttavia, dopo pochi giorni che aveva rinunciato alla prosecuzione degli scontri con le forze di Baššār al-Asad, non ne seguì alcun accordo di pace come invece promesso da Asad. Il 31 maggio 2012, al-Asʿad esortò Kofi Annan a rinunciare al suo piano di pace che egli affermava essere fallito. Tuttavia, al-Asʿad si oppose a qualsiasi soluzione che prevedesse l'esilio per Baššār al-Asad, e dichiarò di voler proseguire nella lotta fin quando il regime di al-Asad non fosse stato rovesciato.

### Il tentato omicidio
In un'intervista alla Voce della Russia rilasciata ai primi di agosto 2012, al-Asʿad dichiarò che il governo siriano aveva tentato di assassinarlo più volte e che per quello egli era protetto dai servizi d'informazione turchi. Il col. Qāsim Saʿd al-Dīn, un membro dell'ESL affermò che al-Asʿad non aveva il controllo dell'Esercito Siriano Libero, cosa che al-Asʿad stesso però smentì in un'altra intervista. Il 22 settembre 2012 l'ESL annunciò che al-Asʿad aveva spostato il suo centro di comando dalla Turchia nelle "aree liberate" del territorio siriano.
Nel novembre 2012, per ottenere maggior sostegno dall'Arabia Saudita, il comando dell'ESL stava ancora pianificando di entrare in Siria, disse il gen. Mustafa al-Shaykh, lo stesso alto ufficiale cioè che aveva precedentemente dichiarato che l'ESL aveva spostato il suo centro di comando in Siria già nel settembre. L'8 dicembre 2012, ad Antalya (Turchia), al-Asʿad fu sostituito dal brigadier generale Selīm Idrīs come comandante effettivo dell'ESL.
I componenti della famiglia di al-Asʿad sarebbero rimasti vittime delle forze di Baššār al-Asad. Riyāḍ Mūsā al-Asʿad ha rilasciato alcune dichiarazioni compromettenti, come l'aver suggerito che un attentato-suicida dinamitardo è "parte integrante dell'azione rivoluzionaria, dell'azione (cioè) dell'Esercito Siriano Libero".